# 18e Panzerdivision
Pour les articles homonymes, voir 18e division.
La 18e Panzerdivision était une division blindée de la Wehrmacht durant la Seconde Guerre mondiale. Elle a été créée le 26 octobre 1940.

## Histoire
Dans le cadre des plans de Hitler visant à doubler le nombre de Panzerdivisions après la campagne de France, les éléments des 4e et 14e divisions d'infanterie et des blindés des quatre bataillons de chars submersibles sont restructurés dans la 18e Panzerdivision, créée en octobre 1940, à Chemnitz, en Allemagne. Les chars submersibles ont été initialement prévu pour l'opération Seelöwe (Otarie), le projet d'invasion allemand de l'Angleterre. Deux des quatre bataillons de chars vont former le 18e Panzer-Régiment, et les deux autres bataillons, le 28e Panzer-Régiment de la 18e Panzerdivision.
En mars 1941, la 18e Panzerdivision, a été réorganisé: le 28e Panzer-Régiment est dissout, l'un de ses bataillons est devenu le 3e bataillon du 18e Panzer-Régiment, et l'autre bataillon a été transféré à la 3e Panzerdivision.

### Invasion de la Russie

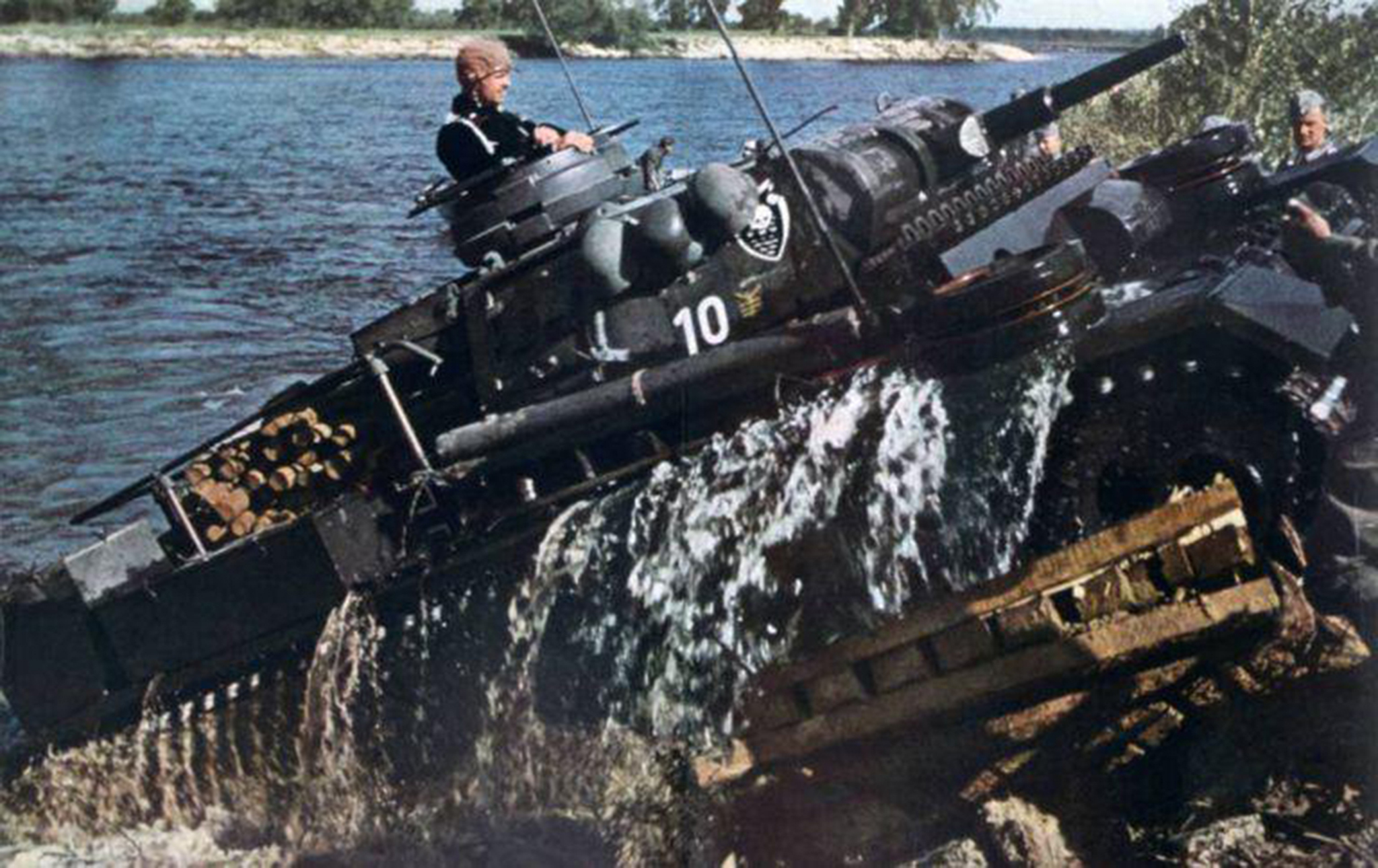
Ce cliché de l'un des panzers III de la 18e Panzerdivision franchissant, à l'aide du Schnorchel, la rivière du Boug occidental fut exploité dans les revues d'actualité allemandes. Le franchissement de la ligne de démarcation germano-soviétique qui séparait le Reich de l'URSS depuis l'invasion de la Pologne et son équivalente soviétique était éminemment symbolique pour l'opération Barbarossa ; la propagande se targua d'une première dans l'utilisation des véhicules amphibies.

À la veille de l'opération Barbarossa, la 18e Panzerdivision avait une force totale de 218 blindés :
- 6 PzKpfw I,
- 50 PzKpfw II,
- 99 PzKpfw III (37 mm),
- 15 PzKpfw III (50 mm),
- 36 PzKpfw IV,
- 12 PzBef (chars de commandement)

La 18e Panzerdivision a été vue pour la première fois lors de l'invasion allemande de la Russie, dans l'opération Barbarossa, le 22 juin 1941 au sein du 2e Panzergruppe de Heinz Guderian. C'est la première fois de la Seconde Guerre mondiale que des chars submersibles équipés de schnorchel sont utilisés dans les combats, lors de la traversée de la rivière Bug, le 22 juin. La 18e Panzerdivision a combattu dans le cadre de LXVII Panzerkorps, et au cours des six prochains mois a été impliqué dans la saisie de Smolensk, Briansk, et de Tula. Toutefois, comme le reste de l'armée allemande, la 18e Panzerdivision n'était pas prête pour l'hiver russe et a été repoussée dans le secteur de l'Orel lors de la bataille de Moscou en janvier 1942 avec de lourdes pertes.

### Offensive de printemps 1942
Au cours de l'été 1942, la 18e Panzerdivision a pris part aux assauts de Stalingrad pendant l'opération Fall Blau (plan bleu), rattaché au groupe d'armées Centre du front. La division prend part à des batailles défensives autour d'Orel en 1942-43, et dans la lutte anti-partisane au printemps de 1943.
Au cours de l'été 1943, la 18e Panzerdivision est transférée dans la IXe armée et participe à la bataille de Koursk pendant l'opération Zitadelle (citadelle) et subit de très durs combats près de Kiev en octobre où elle perd beaucoup de matériel et de personnel lors des contre-offensives russes.
Après Koursk, la 18e Panzerdivision est dissoute à Orscha le 20 octobre de la même année et son personnel est utilisé pour la création de la 18e Artillerie Division.

## Commandants
| Début             | Fin               | Grade           | Nom                        |
| ----------------- | ----------------- | --------------- | -------------------------- |
| 25 octobre 1940   | 25 janvier 1942   | Generalmajor    | Walther Nehring            |
| 26 janvier 1942   | 31 juillet 1942   | Generalmajor    | Karl Freiherr von Thüngen  |
| 1er août 1942     | 24 août 1942      | Generalmajor    | Albert Praun (en)          |
| 25 août 1942      | 14 septembre 1942 | Generalmajor    | Karl Freiherr von Thüngen  |
| 15 septembre 1942 | 31 décembre 1942  | Generalmajor    | Erwin Menny                |
| 1er janvier 1943  | 31 mars 1943      | Generalleutnant | Karl Freiherr von Thüngen  |
| 1er avril 1943    | 20 octobre 1943   | Generalmajor    | Karl-Wilhelm von Schlieben |

## Ordre de batailles

### Composition en mai 1941
- Schutzen-Brigade 118
  - Schutzen-Regiment 52
    - Schützen-Bataillon I
    - Schützen-Bataillon II

  - Schutzen-Regiment 101
    - Schützen-Bataillon I
    - Schützen-Bataillon II
- Panzer-Regiment 18
  - Panzer-Abteilung I
  - Panzer-Abteilung II
- Panzer-Regiment 28
  - Panzer-Abteilung I
  - Panzer-Abteilung II
- Kradschutze-Bataillon 18
- Auklarung-Abteilung 88
- Artillerie-Regiment 14
- Artillerie-Regiment 88
  - Artillerie-Abteilung I
  - Artillerie-Abteilung II
  - Artillerie-Abteilung III
- Pionier-Abteilung 98
- Naschr-Abteilung 88
- Versorgungsdienste 88

### Composition en mars 1943
- Panzergrenadier-Regiment 52
  - Panzergrenadier-Bataillon I
  - Panzergrenadier-Bataillon II
- Panzergrenadier-Regiment 101
  - Panzergrenadier-Bataillon I
  - Panzergrenadier-Bataillon II
- Panzer-Abteilung 18
- Panzer-Auklarung-Abteilung 18
- Panzer-Artillerie-Regiment 18
  - Panzer-Artillerie-Abteilung I
  - Panzer-Artillerie-Abteilung II
  - Panzer-Artillerie-Abteilung III
- Panzer-Jäger-Abteilung 88
- Panzer-Pionier-Battaillon 98
- Flak-Abteilung 292
- Panzer-Naschr-Abteilung 88
- Versorgungsdienste 88

## Théâtres d'opérations
- Juin 1941 - Novembre 1942
  - Front de l'Est
    - Opération Barbarossa
    - Bataille de Moscou
- Novembre 1942 - Octobre 1943
  - Front de l'Est
    - Bataille de Stalingrad
    - Bataille de Koursk

## Récompenses
- 17 membres de la 18e Panzerdivision sont faits Chevaliers de la Croix de fer.